# Every Which Way but Loose
Every Which Way But Loose (Duro de Pelar en España, Pendenciero Rebelde en Hispanoamérica) es una película de 1978, lanzada por Warner Brothers, producida por Robert Daley, escrita por Jeremy Joe Kronsberg y dirigida por James Fargo. Es protagonizada por Clint Eastwood. La película fue una comedia de gran éxito en su época y tuvo una secuela en 1980 titulada Any Which Way You Can (La Gran Pelea en España)

## Elenco
- Clint Eastwood como Philo Beddoe.
- Sondra Locke como Lynn Halsey-Taylor.
- Geoffrey Lewis como Orville Boggs.
- Beverly D'Angelo como Echo.
- Ruth Gordon como Ma Boggs.
- John Quade como Cholla.
- Roy Jenson como Woody.
- James McEachin como Herb.
- Bill McKinney como Dallas.
- William O'Connell como Elmo.
- Walter Barnes como Tank Murdock.
- Gregory Walcott como Putnam.
- Dan Vadis como Frank.
- Hank Worden como Trailer Court Manager.
- George Chandler como D.M.V. Clerk
- Mani como Clyde.

## Sinopsis
Philo Beddoe es un camionero y un gran luchador, cosa que le ha labrado cierta fama; vive con un orangután de 165 libras llamado Clyde. Philo se enamora de una bella cantante de música country llamada Lynn Halsey-Taylor, pero de la noche a la mañana las cosas cambian cuando ella desaparece; es aquí en donde Philo tendrá que demostrar todo su valor en una aventura en donde Cada camino es posible.